# Ральф Гаммерас
Ральф Гаммерас  (англ. Ralph Hammeras; 24 березня 1894 — 3 лютого 1970) — американський дизайнер спецефектів, оператор і художник-постановник. Він був номінований на три нагороди американської академії кіномистецтв. Він створив масштабну мініатюру Лондона для фільму «Повітряний яструб», він також створив спеціальні механічні ефекти для нього.
Він народився в Міннеаполісі, штат Міннесота, і помер в Лос-Анджелесі, штат Каліфорнія.

## Номінації
- 1929: номінація на премію Американської кіноакадемії за найкращі візуальні ефекти[2]
- 1931 : «Тільки уявіть собі»  — номінація на премію Американської кіноакадемії за найкращу роботу художника-постановника[3]
- 1949 : «Глибокі води» — номінований на премію Американської кіноакадемії за найкращі візуальні ефекти[4]